# Van Dyke Parks
Van Dyke Parks, född 3 januari 1943 i Hattiesburg, Mississippi, är en amerikansk musiker och låtskrivare. Parks är bland annat känd för att ha samarbetat med The Beach Boys-medlemmen Brian Wilson på hans ej färdigställda album Smile, åren 1966–1967.
Parks har även gjort musik till television och film, bland annat till The Two Jakes av Jack Nicholson från 1990.

## Diskografi

### Studioalbum
- Song Cycle (1967)
- Discover America (1972)
- Clang of the Yankee Reaper (1975)
- Jump! (1984)
- Tokyo Rose (1989)
- Fisherman & His Wife (1991)
- Orange Crate Art (1995) (tillsammans med Brian Wilson)
- Songs Cycled (2013)

### Livealbum
- Moonlighting: Live at the Ash Grove (1998)

### Samlingsalbum
- Idiosyncratic Path: Best Of Van Dyke Parks (1996)
- Arrangements: Volume 1 (2011)
- Super Chief: Music For The Silver Screen (2013)